# Ximo Puig
Joaquín Francisco Puig Moral, detto Ximo (pron. valenciana: [ˈtʃimo ˈputʃ]; Morella, 4 gennaio 1959), è un politico spagnolo.

## Biografia
Puig è nato a Morella, in provincia di Castelló. Giornalista di professione, ha lavorato per testate locali e per l'emittente radiofonica Antena 3. È stato eletto alle Corti Valenciane, il parlamento regionale valenciano, nelle prime elezioni democratiche del 1983. Ha rassegnato le dimissioni nel 1986, quando è stato nominato Direttore generale delle relazioni istituzionali e dell'informazione nell'amministrazione regionale valenciana, in carica fino al 1995.
Nel maggio 1995 è diventato sindaco della sua città natale di Morella, restando in carica fino al 2012, quando si è dimesso dopo essere diventato leader del PSPV-PSOE. Nelle elezioni generali in Spagna del 2011 è stato eletto al Congresso dei Deputati, in rappresentanza della provincia di Castellón. Al Congresso, ha servito come portavoce della commissione per l'industria, l'energia e il turismo. Nel marzo 2014 Puig ha vinto le primarie del PSOE valenciano per essere il candidato del partito alla presidenza del governo valenciano nelle elezioni regionali del 2015. Ha ricevuto il 68,8% dei voti alle primarie.
Il 25 giugno 2015 è stato nominato Presidente della Generalitat Valenciana con i voti favorevoli di PSPV-PSOE, Unidos Podemos e Compromís, succedendo ad Alberto Fabra e ponendo fine a due decenni di governi del PP nella regione. È stato rieletto per un secondo mandato, con il sostegno degli stessi partiti, il 13 giugno 2019.